# Ydraía
Ydraía är en ort i Grekland.   Den ligger i prefekturen Nomós Péllis och regionen Mellersta Makedonien, i den norra delen av landet, 400 km norr om huvudstaden Aten. Ydraía ligger 114 meter över havet och antalet invånare är 496.
Terrängen runt Ydraía är kuperad söderut, men norrut är den platt.Runt Ydraía är det ganska glesbefolkat, med 21 invånare per kvadratkilometer. Närmaste större samhälle är Aridaía, 2,5 km nordväst om Ydraía. Trakten runt Ydraía består till största delen av jordbruksmark.